# توله‌سگ‌سیما
توله‌سگ‌سیما (نام علمی: Scylacops) نام یک سرده از زیرراسته زشت‌سیمایان است.